# Emblème du Mexique
 (septembre 2011).
Si vous disposez d'ouvrages ou d'articles de référence ou si vous connaissez des sites web de qualité traitant du thème abordé ici, merci de compléter l'article en donnant les références utiles à sa vérifiabilité et en les liant à la section « Notes et références ».
Les armoiries du Mexique ont été un symbole important de la politique du Mexique et de la culture mexicaine des siècles durant. La représentation actuelle a subi peu de modifications depuis que les Aztèques l'élaborèrent il y a presque sept cents ans. L'emblème actuel représente un aigle royal perché sur un figuier de Barbarie, dévorant un serpent. Cet emblème figure aussi sur le drapeau du Mexique. 

## Origine

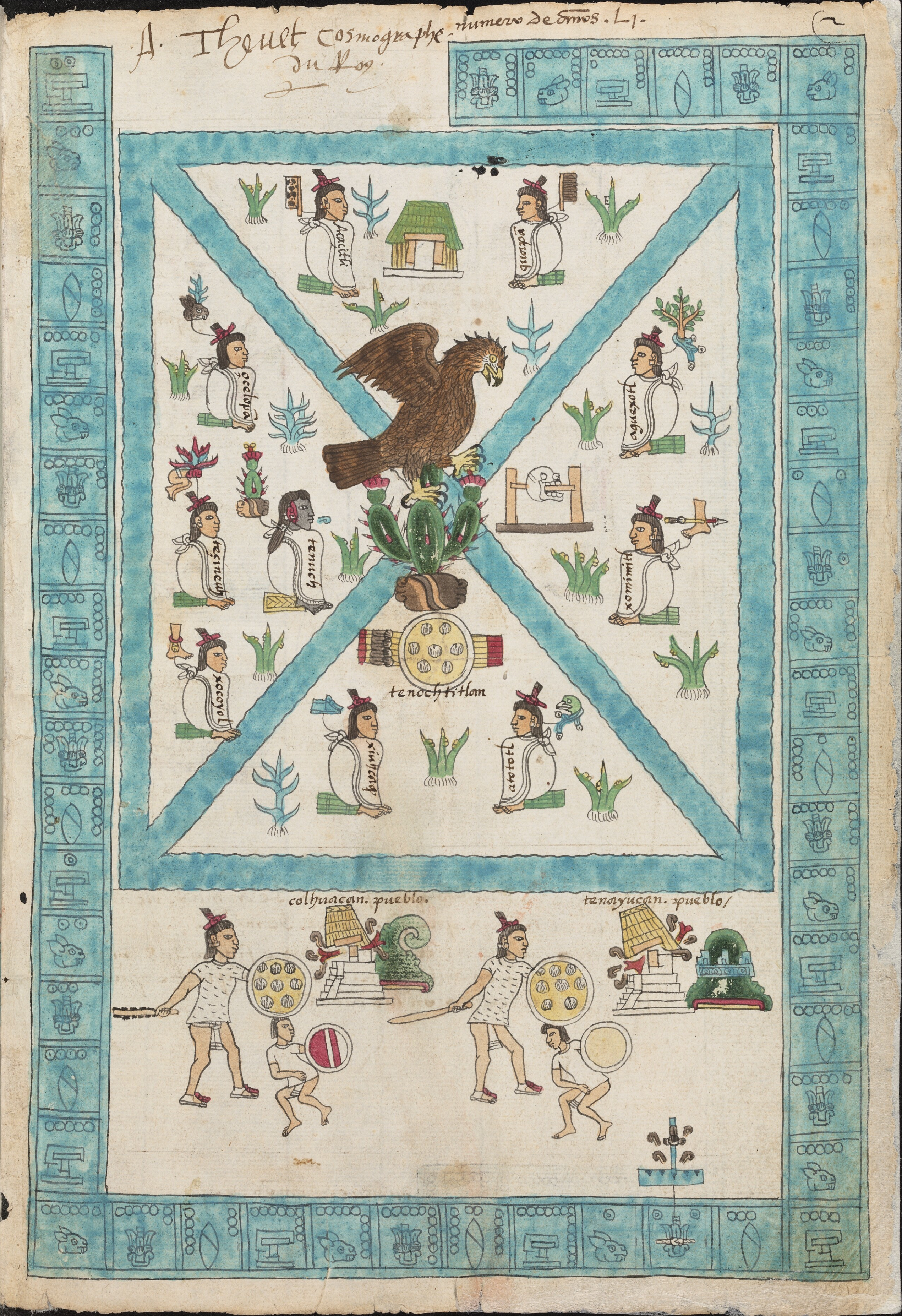
Détail de la première page du Codex Mendoza

Selon le récit officiel, les armoiries mexicaines ont été inspirées par une légende aztèque concernant la fondation de Tenochtitlan. Les Aztèques, alors tribu nomade, erraient à travers le Mexique à la recherche d'un signe divin qui leur indiquerait précisément l'endroit où ils devaient établir leur capitale.
Leur dieu Huitzilopochtli leur avait ordonné de trouver un aigle, perché à la cime d'un figuier de barbarie qui poussait sur un rocher immergé dans un lac. Après deux cents ans d'errance, ils trouvèrent le signe attendu sur une île dans le lac de Texcoco. C'est là qu'ils fondèrent leur nouvelle capitale, Tenochtitlan.

### La légende aztèque
Une étude plus attentive des codex aztèques originaux, des peintures, et des codex post-cortésiens montrent qu'il n'y a pas de serpent dans la légende originelle. Si le codex Féjérvary-Meyer dépeint un aigle attaquant un serpent, d'autres illustrations, comme le codex Mendoza, montrent seulement un aigle, alors que dans le texte du codex Ramírez, 
Huitzilopochtli demande aux Aztèques de rechercher un aigle dévorant un oiseau précieux perché sur un cactus. Dans le texte de Chimalpahin Quauhtlehuanitzin, l'aigle dévore bien quelque chose, mais il n'est pas mentionné quoi. D'autres versions encore montrent l'aigle enserrant le symbole aztèque de la guerre, le hiéroglyphe Atl-Tlachinolli ( "l'eau / le feu").
L'ornithologue mexicain Rafael Martín del Campo a suggéré que l'oiseau de la légende est en réalité un Caracara huppé, en se fondant sur certaines représentations préhispaniques et sur le fait que l'aigle royal ne vit pas aux alentours du lac Texcoco. La représentation sur les armes du Mexique est cependant bien plus proche de l'aigle royal.

## Blasons et emblèmes historiques
Le symbole est utilisé par tous les régimes successifs au Mexique, sous des formes différentes.
Ainsi, les régimes monarchiques des dynasties Iturbide et Habsbourg l'adaptent au format de l'héraldique européenne, alors que les régimes républicains se contentent d'un emblème proche des anciens codex, représentant le caracara cheriway et non un aigle royal qui ne vivait pas dans le centre du pays. Le dessin connaît quelques variations avec le temps.

Blason de l'Empire mexicain de 1821 à 1823.
Emblème de 1823 à 1864 puis de 1867 à 1893.
Blason du Second Empire de 1864 à 1867.
Emblème de 1893 à 1916.
Emblème de 1916 à 1934.
Emblème de 1934 à 1968.